# 니나 메르세데스

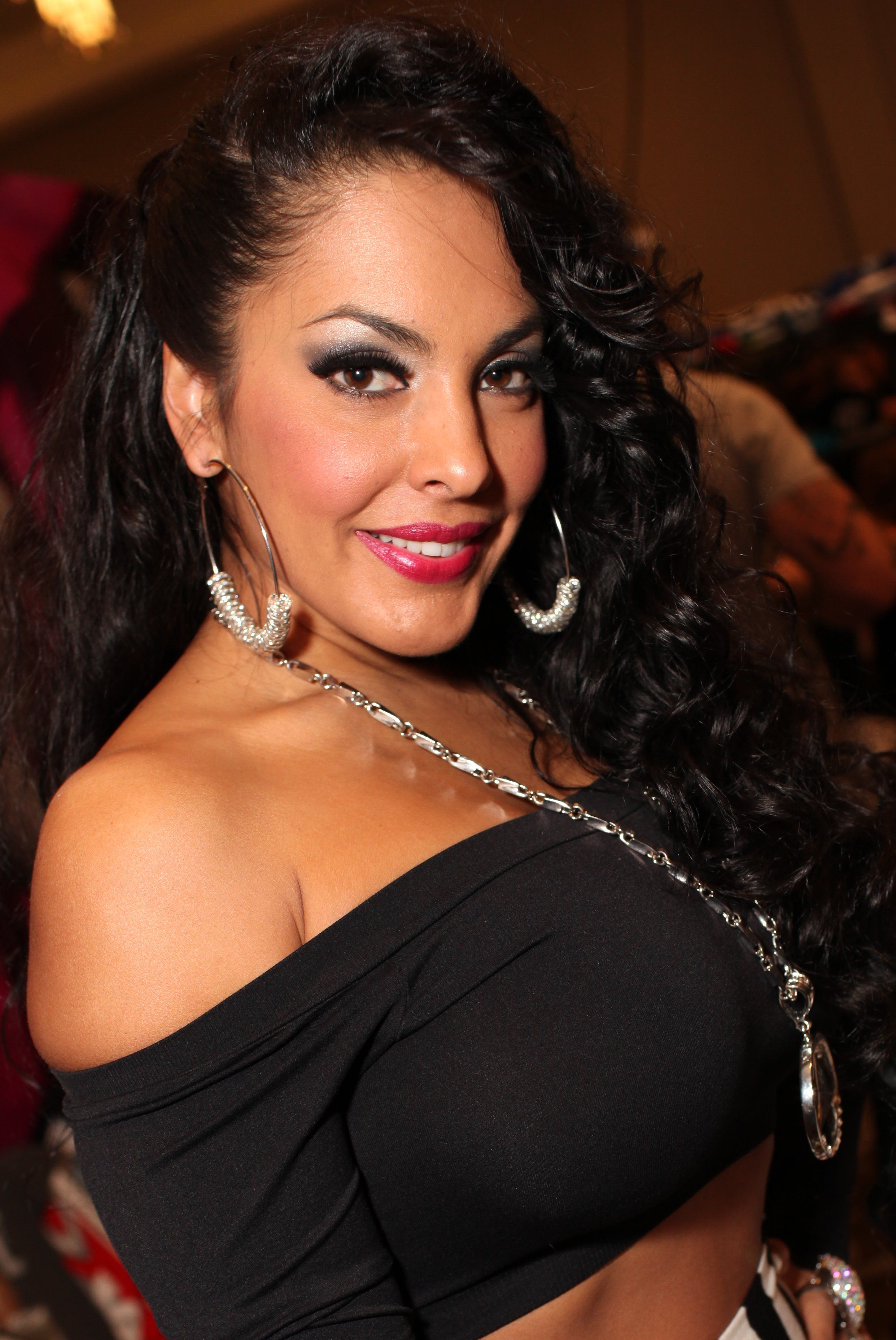
니나 메르세데스

니나 메르세데스(Nina Mercedez, 1979년 11월 10일 ~ )는 미국의 포르노 배우이다.